# Grand Prix Nizozemska 1976
Grand Prix Nizozemska 1976 (oficiálně XXV Grote Prijs van Nederland) se jela na okruhu Circuit Zandvoort v Zandvoortu v Nizozemsku dne 29. srpna 1976. Závod byl dvanáctým v pořadí v sezóně 1976 šampionátu Formule 1.

## Závod
| Poř.   | No. | Jezdec                   | Konstruktér        | Počet kol | Čas/Odstoupení | Pořadí na startu | Body |
| ------ | --- | ------------------------ | ------------------ | --------- | -------------- | ---------------- | ---- |
| 1      | 11  | James Hunt               | McLaren-Ford       | 75        | 1:44:52.09     | 2                | 9    |
| 2      | 2   | Clay Regazzoni           | Ferrari            | 75        | + 0.92         | 5                | 6    |
| 3      | 5   | Mario Andretti           | Lotus-Ford         | 75        | + 2.09         | 6                | 4    |
| 4      | 16  | Tom Pryce                | Shadow-Ford        | 75        | + 6.94         | 3                | 3    |
| 5      | 3   | Jody Scheckter           | Tyrrell-Ford       | 75        | + 22.46        | 8                | 2    |
| 6      | 9   | Vittorio Brambilla       | March-Ford         | 75        | + 45.03        | 7                | 1    |
| 7      | 4   | Patrick Depailler        | Tyrrell-Ford       | 75        | + 56.28        | 14               |      |
| 8      | 19  | Alan Jones               | Surtees-Ford       | 74        | + 1 kolo       | 16               |      |
| 9      | 12  | Jochen Mass              | McLaren-Ford       | 74        | + 1 kolo       | 15               |      |
| 10     | 17  | Jean-Pierre Jarier       | Shadow-Ford        | 74        | + 1 kolo       | 20               |      |
| 11     | 38  | Henri Pescarolo          | Surtees-Ford       | 74        | + 1 kolo       | 22               |      |
| 12     | 25  | Rolf Stommelen           | Hesketh-Ford       | 72        | + 3 kola       | 25               |      |
| Ret    | 22  | Jacky Ickx               | Ensign-Ford        | 66        | Elektronika    | 11               |      |
| Ret    | 39  | Boy Hayje                | Penske-Ford        | 63        | Hřídel         | 21               |      |
| Ret    | 8   | Carlos Pace              | Brabham-Alfa Romeo | 53        | Únik oleje     | 9                |      |
| Ret    | 26  | Jacques Laffite          | Ligier-Matra       | 53        | Únik oleje     | 10               |      |
| Ret    | 10  | Ronnie Peterson          | March-Ford         | 52        | Tlak oleje     | 1                |      |
| Ret    | 24  | Harald Ertl              | Hesketh-Ford       | 49        | Smyk           | 24               |      |
| Ret    | 28  | John Watson              | Penske-Ford        | 47        | Převodovka     | 4                |      |
| Ret    | 27  | Larry Perkins            | Boro-Ford          | 44        | Nehoda         | 19               |      |
| Ret    | 30  | Emerson Fittipaldi       | Fittipaldi-Ford    | 40        | Elektronika    | 17               |      |
| Ret    | 7   | Carlos Reutemann         | Brabham-Alfa Romeo | 11        | Spojka         | 12               |      |
| Ret    | 6   | Gunnar Nilsson           | Lotus-Ford         | 10        | Nehoda         | 13               |      |
| Ret    | 34  | Hans Joachim Stuck       | March-Ford         | 9         | Motor          | 18               |      |
| Ret    | 18  | Conny Andersson          | Surtees-Ford       | 9         | Motor          | 26               |      |
| Ret    | 20  | Arturo Merzario          | Wolf-Williams-Ford | 5         | Nehoda         | 23               |      |
| DNQ    | 40  | Alessandro Pesenti-Rossi | Tyrrell-Ford       |           |                |                  |      |
| Zdroj: |     |                          |                    |           |                |                  |      |

## Průběžné pořadí po závodě
Pohár jezdců
| Pořadí | Jezdec            | Body |
| ------ | ----------------- | ---- |
| 1      | Niki Lauda        | 58   |
| 2      | James Hunt        | 56   |
| 3      | Jody Scheckter    | 36   |
| 4      | Patrick Depailler | 26   |
| 5      | Clay Regazzoni    | 22   |
| Zdroj: |                   |      |

Pohár konstruktérů
| Pořadí | Konstruktér  | Body    |
| ------ | ------------ | ------- |
| 1      | Ferrari      | 67      |
| 2      | McLaren-Ford | 61 (62) |
| 3      | Tyrrell-Ford | 49      |
| 4      | Penske-Ford  | 18      |
| 5      | Ligier-Matra | 16      |
| Zdroj: |              |         |